# Fontaine-l'Évêque
Fontaine-l'Évêque (valonă Fontinne-l'-Eveke) este un oraș francofon din regiunea Valonia din Belgia. Comuna Fontaine-l'Évêque este formată din localitățile Fontaine-l'Évêque, Forchies-la-Marche și Leernes. Suprafața sa totală este de 28,41 km². La 1 ianuarie 2008 comuna avea o populație totală de 16.797 locuitori. 
Comuna Fontaine-l'Évêque se învecinează cu comunele Courcelles, Charleroi, Anderlues, Gozée, Chapelle-lez-Herlaimont, Lobbes, Montigny-le-Tilleul și Thuin.

## Localități înfrățite
- Grecia: Zographou.